# 李登雲 (嘉靖進士)
李登雲（1509年—？），字子漸，河南開封府鈞州（今禹州市）人，明朝政治人物。同進士出身。

## 生平
嘉靖十三年（1534年）甲午科河南鄉試第二十八名，嘉靖十四年（1535年）聯捷乙未科三甲進士。授大理寺评事，进右寺正，二十三年三月选授通政使司右参议，三十年九月升右通政，晋通政使，四十一年九月升工部右侍郎，四十二年十一月轉左侍郎，掌管宝源局。被吏科都给事中胡应嘉弹劾，四十五年三月令回籍听用。隆慶四年（1570年）贈工部尚書。

## 家族
曾祖李剛；祖父李全；父李延。母周氏。具庆下。兄李乘雲，行人。弟李凌雲，贡士；李披雲、李望雲、李慶雲、李燦雲。